# キム・ミンギョン
キム・ミンギョン（金敏璟、1981年9月11日 - ）は、大韓民国のコメディアン 、女優、YouTuber。

## 生涯とキャリア
キム・ミンギョンは1981年9月11日に慶尚北道青島で生まれた。大邱の啓明文化大学を卒業後、2001年からソウルに行き、ジョン・ユソン率いる劇団「コメディ市場」の一員として舞台に立った。その後7年間各地のコメディアン公開採用に挑戦していた。合格する前に「ギャグ狩猟」、「爆笑クラブ」などKBSの2群公開コメディ番組に出演したこともある。7年後、2008年にKBS23期公開採用コメディアンに合格し、コメディアンとして正式にデビューした。現在はコメディーTV 「おいしいヤツら」で活動している。ミンギョン将軍、モクバン妖精、ごはん人形、注文妖精などのニックネームを持つ。
2014年に放送された「1対100」のコーナーで、母胎ソロ(＝彼氏いない歴が年齢と同じ)であることを明らかにした。この日キム・ミンギョンは「片思いは沢山したけど、勇気がなかった。だから34年間母体ソロだったのかなと思う」と語った。その後2020年に放送された「なんでも聞いてみる菩薩」コーナーでも、いまだ恋愛経験はないと明らかにした。「余裕ができた時に、それじゃ恋愛してみないと、ってすぐ出来るものじゃ無いし。タイミングが合わなくて、まだ出来てないんです」と語った。
2015年KBS芸能大賞でコメディ部門女性最優秀賞を受賞した際、「検索に上がるコメディアンよりお客さんの口元を上げるコメディアンになりたい」と嬉しさのあまり涙を流しながら挨拶をした。
2018年から自身のYoutubeチャンネル「ミンギョンチャングン」で美味しい店や料理などを紹介している。大邱の美味しいお店も紹介した。また、Oliveでイ・スジと一緒に大邱のコプチャンの焼肉の店を紹介した。
2022年、国際実用射撃連盟（International Practical Shooting Confederation）がタイで開かれた拳銃射撃競技大会「2022 IPSC Handgun World Shoot」に出場、女性部選手52人のうち51位を記録し、全体341人の中では333位だった。成績は下位だが、わずか1年前にバラエティ番組で射撃を始め、国際大会の試合で失格なくすべての競技を無事に終えただけでも十分に意味のある成果と評価された。同大会に参加した大韓民国の国家代表チームの主将キム・ジュンギディレクターは、「私が初めての大会で出した成績より、キム・ミンギョンさんの成績のほうがよい」と称賛したりもした。
射撃以外にも運動の才能があり、ジムでは足の力で重さ300キロのおもりを持ち上げ、キックボクシングを習うと、1日でボクシング場の館長をぶんぶん投げ飛ばしてしまうほどのキック力になった。柔軟性が必要なフライングヨガやピラティスも滞りなく優雅な動作をてきぱきとこなした。

## 学歴
- 啓明文化大学　広告デザイン学科

## ニックネーム
- ミンギョン将軍
- 注文妖精
- ご飯人形
- モクバン妖精

## 放送
- KBS2 「ギャグコンサート」

<巨済島>海女（ボー熟ママ）
<ただほっといて>ソンビョンチョルの恋人役
<その時はそうだった>キム・ジェウクの若い姿
<タクチ高>
<ロビイスト>ミラン・ダコ
<マンスール>
<ミョンフンああミョンフンああミョンフンああ>
<会いたい>バンウンジ
<不都合な真実>
<プム　エンターテイメント>
<愛がLARGE>ユ・ミンサンのガールフレンド役
<生活の発見>
<くやしい>キム・ジホの母役
<スーパースターKBS>
<視聴率の帝王>
<ソニ>
<何でもいってみる祭り>
<パパと息子>
<オクスル>マルタ
<エンジェルス>
<ソングァンさんが変わりました> / <ソングァンがが変わりました>ガールフレンド役
<このギャ世（このギャグマンが、住んでいる世界）>
<利己的な特許所>
<クライ　マクチャン>
<フルハウス>娘
<疲れ家族>妻役
<ヘルスガール>
<喜劇之王パク・ソンホ>
<301 302> 302号女性役
<傾い家>妻役
<みんないるでshow> 3大ドェノ（ソン・ヨンギル代理出演）
<芸能人たち>チョン・ミョンフンのマネージャーであり、ユミンサンの甥
- KBS2 「笑い充電ステーション」

<階層共感OLD＆ブラザー>
- KBS2 「ハッピーサンデー」

<1泊2日>（友達について揚々と行く）
- KBS2 「危機脱出ナンバーワン」
- KBS2 「世代共感土曜日」最終回 - 2013年10月19日歌手パク・サンミンと一緒に出演
- KBS2 （夫婦クリニック愛と戦争シーズン1）第420話「新居暮らし」 - 美容室のスタッフの友人役出演
- SBS 「挑戦1000曲」 - 280回 - 2013年12月29日のゲスト
- MBC Every 1 「ナイン・トゥ・シックス2」
- KBS2 「 1対100 」- 326回 1月28日 第二候補
- KBS2 「7人のミス・コリア」
- SBS 「ルームメイト」
- SBS 「ブス注意報」- 依頼人役
- コメディーTV 「おいしい連中」
- EBS1子供ドラマ「マヨネーズ」- 母役
- SBS 「ベクジョンウォンの3大天王」
- KBS2 「心の声」
- KBS2 「バトルトリップ」31話（withキム・ジミン）
- 韓国釣りチャンネル　釣仙美女三銃士
- KBSジョイ　痺れる女達
- KBS2 「屋根裏部屋の問題息子」
- tvN「私は生きている」
- MBC 「私一人住んでいる」 - 虹のメンバー

### ドラマ
- KBS2 「ゾンビ探偵」映画キョンシーとバックハグのヒロイン役（特別出演）

### 映画
- 2016年「キャッチ買う」カフェ　パンニョ役（特別出演）

### 流行語

#### 「ギャグコンサート」
- 誰が見ても私の息子~~ハハハハハ（くよくよ）
- ミンサンあ～（愛がLARGE）
- 全部ください！ （愛がLARGE）
- もういいよ！私家に帰る！ （愛がLARGE）
- 私こんな経験は初めてよ！ （ミョンフンああミョンフンああミョンフンああ）

#### 「おいしい連中」
- 社長さん！ （食べ物を注文する時）
- ありがとうございます〜！ （食べ物を受け取る時）

## 賞とノミネート
| 年度 | 授賞式                      | 部門                     | 作品             | 結果       |
| ---- | --------------------------- | ------------------------ | ---------------- | ---------- |
| 2013 | KBS演芸大賞                 | コメディ部門女性優秀賞   | ギャグコンサート | 受賞       |
| 2015 | KBS演芸大賞                 | コメディ部門女性最優秀賞 | ギャグコンサート | 受賞       |
| 2016 | 第10回ケーブルTV放送対象    | おいしいスター賞         | おいしい連中     | 受賞       |
| 2019 | 第55回百想芸術大賞          | TV部門女性芸能賞         | おいしい連中     | ノミネート |
| 2020 | 第56回百想芸術大賞          | TV部門女性芸能賞         | おいしい連中     | ノミネート |
| 2020 | 第5回東亜ドットコム」s PICK | 大好き大勢将軍           |                  | N/A        |